# Ivo Urban
Ivo Urban (7 maggio 1931 – Praga, 22 giugno 2024) è stato un calciatore e giornalista cecoslovacco, dal 1993 ceco.

## Biografia
Nel 1956 giocò quattro partite con la nazionale cecoslovacca. In carriera militò nello Slavia Praha (1943–1951, 1963–1964) e nel Dukla Praha (1952–1963), vincendo sei volte il titolo di campione nazionale (1953, 1956, 1958, 1961, 1962, 1963). Giocò 198 partite in campionato e segnò 1 gol. Dopo il ritiro divenne giornalista sportivo: dal 1979 lavorò nella redazione di Rudé práv (poi Práva); dal 1977 fu presidente del Club dei giornalisti sportivi, venendo sostituito nel 1989 da Pavel Vitouš.
Ivo Urban morì a Praga il 22 giugno 2024 all'età di 93 anni.